# Формула перерізу
У аналітичній геометрії формула перерізу — це формула, яка використовується для знаходження співвідношення, в якому відрізок лінії ділиться точкою зсередини або зовні. Вона використовується для визначення геометричного центру, центру вписаного кола і  ексцентрів трикутника. У фізиці вона використовується для знаходження центру мас систем, точок рівноваги тощо   

## Внутрішній поділ

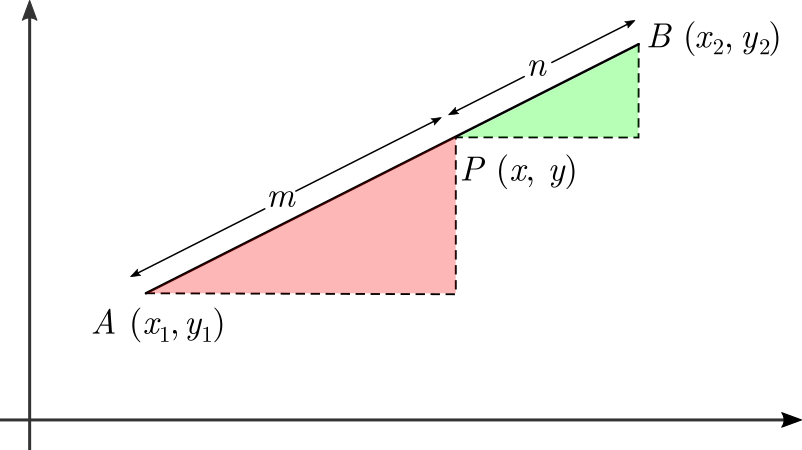
Внутрішній поділ з формулою перерізу

Якщо точка P, яка лежить на відрізку AB, ділить цей відрізок, що сполучає точки {\displaystyle \mathrm {A} (x_{1},y_{1})} і {\displaystyle \mathrm {B} (x_{2},y_{2})} у відношенні m:n, то
{\displaystyle P=\left({\frac {mx_{2}+nx_{1}}{m+n}},{\frac {my_{2}+ny_{1}}{m+n}}\right)} 
Відношення m:n також можна записати як {\displaystyle m/n:1}, або {\displaystyle k:1}, де {\displaystyle k=m/n}. Отже, координатами точки {\displaystyle P}, яка ділить відрізок, що з’єднує точки {\displaystyle \mathrm {A} (x_{1},y_{1})} і {\displaystyle \mathrm {B} (x_{2},y_{2})} є:
{\displaystyle \left({\frac {mx_{2}+nx_{1}}{m+n}},{\frac {my_{2}+ny_{1}}{m+n}}\right)}
{\displaystyle =\left({\frac {{\frac {m}{n}}x_{2}+x_{1}}{{\frac {m}{n}}+1}},{\frac {{\frac {m}{n}}y_{2}+y_{1}}{{\frac {m}{n}}+1}}\right)}
{\displaystyle =\left({\frac {kx_{2}+x_{1}}{k+1}},{\frac {ky_{2}+y_{1}}{k+1}}\right)}  
Подібним чином, співвідношення також можна записати як {\displaystyle k:k-1}, а координатами точки P є {\displaystyle ((1-k)x_{1}+kx_{2},(1-k)y_{1}+ky_{2})}. 

### Доказ
Дано два трикутники: {\displaystyle PAQ\sim BPC}.
{\displaystyle {\begin{aligned}{\frac {AP}{BP}}={\frac {AQ}{CP}}={\frac {PQ}{BC}}\\{\frac {m}{n}}={\frac {x-x_{1}}{x_{2}-x}}={\frac {y-y_{1}}{y_{2}-y}}\\mx_{2}-mx=nx-nx_{1},my_{2}-my=ny-ny_{1}\\mx+nx=mx_{2}+nx_{1},my+ny=my_{2}+ny_{1}\\(m+n)x=mx_{2}+nx_{1},(m+n)y=my_{2}+ny_{1}\\x={\frac {mx_{2}+nx_{1}}{m+n}},y={\frac {my_{2}+ny_{1}}{m+n}}\\\end{aligned}}}

## Зовнішній поділ

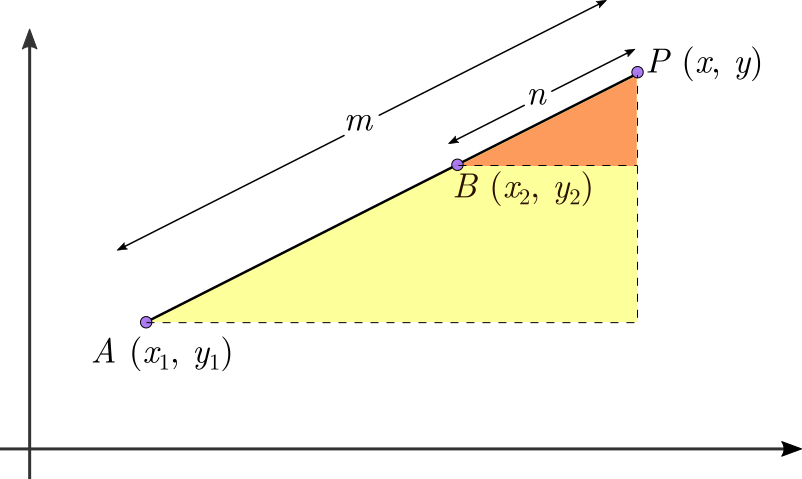
Зовнішній поділ з формулою перерізу

Якщо точка P, що лежить на продовженні AB, ділить AB у відношенні m:n, то
{\displaystyle P=\left({\dfrac {mx_{2}-nx_{1}}{m-n}},{\dfrac {my_{2}-ny_{1}}{m-n}}\right)} 

### Доказ
Дано два трикутники {\displaystyle PAC\sim PBD}. Нехай C і D — дві точки перетину AP і BP відповідно). Тому ∠ACP = ∠BDP.
{\displaystyle {\begin{aligned}{\frac {AB}{BP}}={\frac {AC}{BD}}={\frac {PC}{PD}}\\{\frac {m}{n}}={\frac {x-x_{1}}{x-x_{2}}}={\frac {y-y_{1}}{y-y_{2}}}\\mx-mx_{2}=nx-nx_{1},my-my_{2}=ny-ny_{1}\\mx-nx=mx_{2}-nx_{1},my-ny=my_{2}-ny_{1}\\(m-n)x=mx_{2}-nx_{1},(m-n)y=my_{2}-ny_{1}\\x={\frac {mx_{2}-nx_{1}}{m-n}},y={\frac {my_{2}-ny_{1}}{m-n}}\\\end{aligned}}}

## Формула середньої точки
Середня точка відрізка ділить його у співвідношенні {\textstyle 1:1}. Застосування формули перерізу для внутрішнього поділу:   {\displaystyle P=\left({\dfrac {x_{1}+x_{2}}{2}},{\dfrac {y_{1}+y_{2}}{2}}\right)}

### Виведення
{\displaystyle P=\left({\dfrac {mx_{2}+nx_{1}}{m+n}},{\dfrac {my_{2}+ny_{1}}{m+n}}\right)}
{\displaystyle =\left({\frac {1\cdot x_{1}+1\cdot x_{2}}{1+1}},{\frac {1\cdot y_{1}+1\cdot y_{2}}{1+1}}\right)}
{\displaystyle =\left({\dfrac {x_{1}+x_{2}}{2}},{\dfrac {y_{1}+y_{2}}{2}}\right)}

## Геометричний центр

Геометричний центр трикутника

Геометричний центр трикутника є точкою перетину медіан, яка ділить кожну медіану у співвідношенні {\textstyle 2:1}. Нехай вершини трикутника {\displaystyle A(x_{1},y_{1})}, {\textstyle B(x_{2},y_{2})} і {\textstyle C(x_{3},y_{3})}. Отже, медіана з точки A перетне BC в точці {\textstyle \left({\frac {x_{2}+x_{3}}{2}},{\frac {y_{2}+y_{3}}{2}}\right)}. Використовуючи формулу перерізу, геометричним центром стає точка з координатами:
{\displaystyle \left({\frac {x_{1}+x_{2}+x_{3}}{3}},{\frac {y_{1}+y_{2}+y_{3}}{3}}\right)}

## У тривимірному просторі
Нехай A і B — дві точки з декартовими координатами (x 1, y 1, z 1) і (x 2, y 2, z 2), а P — точка на прямій, що проходить через A і B. Якщо {\displaystyle AP:PB=m:n}. Тоді формули розрізу дають такі координати точки P:
{\displaystyle \left({\frac {mx_{2}+nx_{1}}{m+n}},{\frac {my_{2}+ny_{1}}{m+n}},{\frac {mz_{2}+nz_{1}}{m+n}}\right)} 
Якщо натомість, P є точкою на прямій так, що {\displaystyle AP:PB=k:1-k}, то її координати {\displaystyle ((1-k)x_{1}+kx_{2},(1-k)y_{1}+ky_{2},(1-k)z_{1}+kz_{2})}. 

## У векторній алгебрі
Позиційний вектор точки P, що розділяє відрізок, що з’єднує точки A і B, позиційні вектори яких є {\displaystyle {\vec {a}}} і {\displaystyle {\vec {b}}}
1. у співвідношенні {\displaystyle m:n} внутрішньо, дається по {\displaystyle {\frac {n{\vec {a}}+m{\vec {b}}}{m+n}}} [1]
2. у співвідношенні {\displaystyle m:n} зовні, дається по {\displaystyle {\frac {m{\vec {b}}-n{\vec {a}}}{m-n}}} [7]